# Запорожская агломерация
Запорожская агломерация (укр. Запорізька агломерація) — агломерация с центром в городе Запорожье.

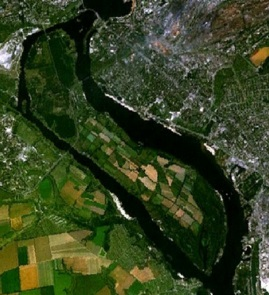
Центр агломерации — г. Запорожье. Фотография из космоса. Чётко виден о.Хортица.

## Расположение
Агломерация расположена вдоль реки Днепр (70 км. на правом берегу и 110 км. — на левом), на перепутье главных транспортных путей. Центр металлургической и машиностроительной промышленности и  развитого сельскохозяйственного района. Агломерацию обслуживает Запорожский международный аэропорт.

## Состав агломерации
Включает в себя:
- города: Запорожье, Вольнянск
- районы: Запорожский район, Васильевский район (частично), Пологовский район (частично).

## Основные статистические данные
- Численность населения — 1 100,9 тыс. лиц.
- Площадь — 8 200 км².
- Плотность населения — 134,3 человек/км².